# Alibey

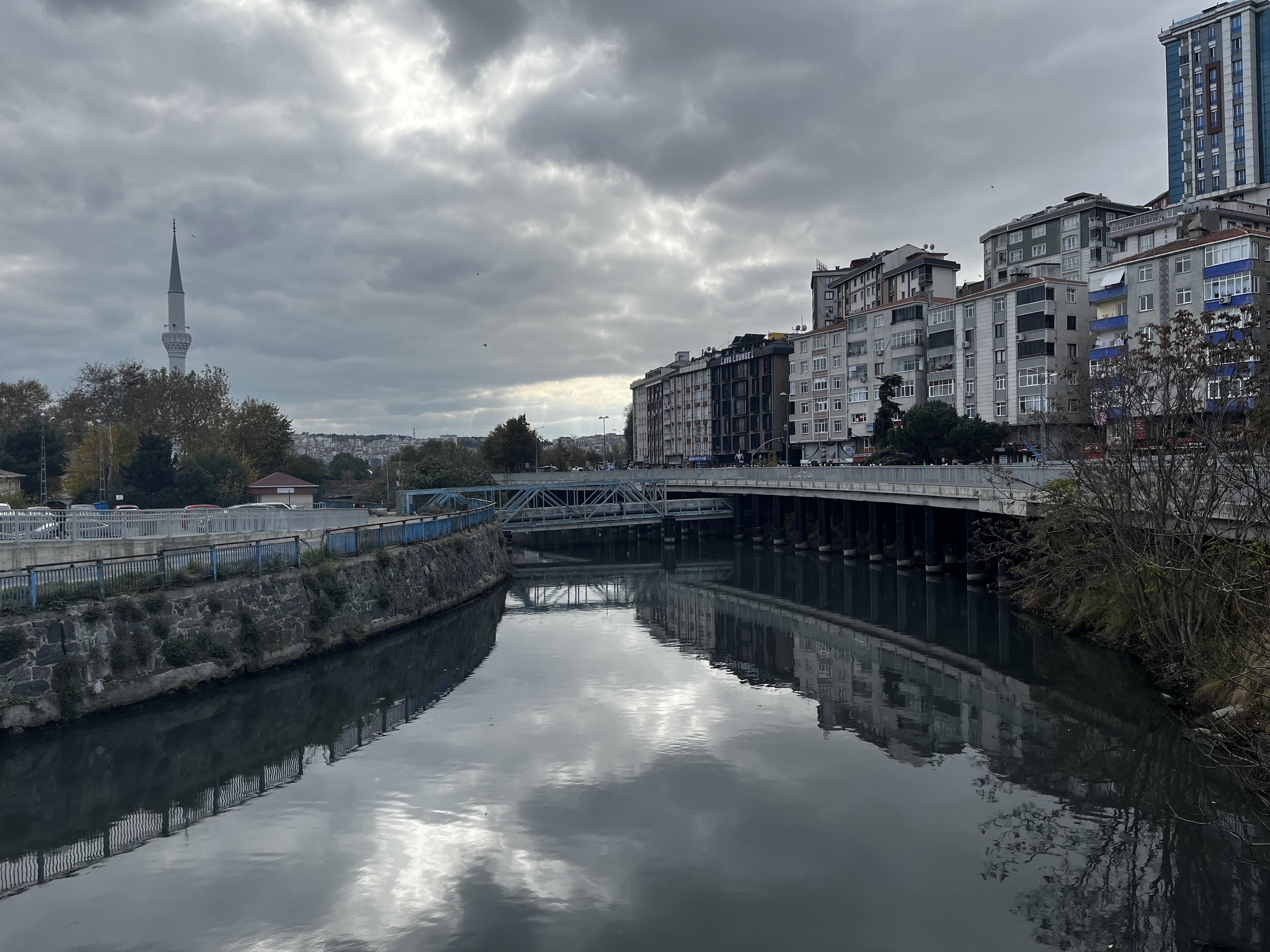
Un tratto del fiume Alibey

Il fiume Alibey (in turco Alibey Deresi) è un fiume turco sbarrato dalla diga omonima, la quale serve per l'approvvigionamento dell'acqua potabile nell'agglomerato di Istanbul. La posizione al di sopra di certi quartieri della città ha generato preoccupazioni nel caso di una rottura della diga a causa di un terremoto. Il fiume Alibey Deresi sbocca all'estremità occidentale del Corno d'Oro, poco dopo essersi unito al fiume Kağıthane, che scorre un po' più a nord e che attraversa il quartiere di Kağıthane.